# Лобанова, Лилия Александровна
Лилия Лобанова (укр. Лілія Олександрівна Лобанова, род. 22 февраля 1982 года) — украинская бегунья, которая специализируется на дистанции в беге на 400 и 800 метров.

## Биография
Родилась  14 октября 1985 года в Луганске. Отец Пилюгин Александр Алексеевич, мать Пилюгина Ольга Алексеевна, старший брат Пилюгин Дмитрий.
Она заняла восьмое место в беге на 400 метров на чемпионате мира среди юниоров 2004 года, четвертое место в эстафете 4х400 метров на чемпионате Европы 2005 года в помещении и пятое место в эстафете на чемпионате мира 2005 года.
Замужем. Муж Лобанов Олег Сергеевич (он же и тренер), сын Лобанов Макар Олегович.